# Heinz Kersten
Heinz Kersten (* 12. Dezember 1926 in Dresden; † 21. Februar 2022 in Berlin) war ein deutscher Journalist, Buchautor und Filmkritiker.

## Leben
Er studierte an der Humboldt-Universität und ab 1948 an der FU Berlin. Als Filmkritiker vermittelte er DDR-Filme dem Westen.

## Schriften (Auswahl)
- Das Filmwesen in der sowjetischen Besatzungszone. Bonn 1954, OCLC 604432401.
- Aufstand der Intellektuellen. Wandlungen in der kommunistischen Welt. Ein dokumentarischer Bericht. Stuttgart 1957, OCLC 10479373.
- So viele Träume. DEFA-Film-Kritiken aus drei Jahrzehnten. Berlin 1996, ISBN 3-89158-170-X.
- Mehr als Theater. Kritikerblicke auf Ostberliner Bühnen 1973–1990. Berlin 2006, ISBN 3-89158-434-2.
- Filicudi oder Das ausgelöffelte Leben. Eine journalistische Biografie. Leipzig 2018, ISBN 3-89158-646-9.